# Février 1926

## Événements
- 1er février : création de la République autonome (RA) des Kirghizes.

- 26 février[1] : signature du Revenue Act, voté par le Congrès des États-Unis. Andrew W. Mellon réussit à imposer sa politique fiscale (réduction de l’impôt sur les revenus les plus élevés).

## Naissances
- 1er février : Aldo Vastapane, baron belge († 31 octobre 2023).
- 2 février :
  - Valéry Giscard d'Estaing, homme d'État français († 2 décembre 2020).
  - Bravo Miguel Obando, cardinal nicaraguéen, archevêque émérite de Managua († 8 juin 2018).
  - Mimi Perrin, pianiste, chanteuse de jazz et traductrice française († 16 novembre 2010).
  - Alain Métayer, sculpteur français. Prix de Rome en 1953 († 22 mai 2010).
- 3 février : Hans-Jochen Vogel, politicien allemand († 26 juillet 2020).
- 7 février : Estanislao Esteban Karlic, cardinal argentin, archevêque émérite de Parana († 8 août 2025).
- 11 février :
  - Paul Bocuse, grand chef de la cuisine française († 20 janvier 2018).
  - Leslie Nielsen, acteur canadien († 28 novembre 2010).
- 13 février : Verner Panton, designer danois († 5 septembre 1998).
- 17 février : Friedrich Cerha, musicien autrichien († 14 février 2023).
- 20 février : 
  - Bobby Jaspar, saxophoniste de jazz belge († 28 février 1963).
  - Jean Boucher, homme politique fédéral provenant du Québec († 18 décembre 2011).
- 23 février : Luigi de Magistris, archevêque catholique italien († 16 février 2022).
- 27 février : Manuel Antín, réalisateur argentin († 5 septembre 2024).

## Décès
- 4 février : Adolphe Willette, peintre (° 31 juillet 1857).
- 5 février : Gustav Eberlein, sculpteur, peintre, illustrateur et écrivain allemand (° 14 juillet 1847).
- 7 février : William Evans Hoyle, malacologiste britannique (° 28 janvier 1855).
- 11 février :
  - Friedrich Wilhelm Kuhnert, peintre et illustrateur allemand (° 18 septembre 1865).
  - Frédéric Montenard, peintre français (° 21 mai 1849).
- 18 février : Litri (Manuel Báez Gómez), matador espagnol (° 13 août 1905).